# Lestes elatus
Lestes elatus – gatunek ważki z rodziny pałątkowatych (Lestidae).